# Axel Montan
Axel Montan, född i Viborg, Finland, död 14 december 1732 i Karlstad, var organist 1711-1716 i Maria Magdalena församling i Stockholm och 1717-1732 rector cantus och domkyrkoorganist  i Karlstads stadsförsamling.

## Biografi
Montan inskrevs vid Uppsala universitet i oktober 1691. 1694  var han privatlärare hos organisten i Katarina kyrka. Organist i Maria Magdalena kyrka  1710 (vikarie), 1711-1716 ordinarie. Under tiden som Montan var domkyrkoorganist i Karlstad  från 1717 utbröt domkyrkobranden 1719. Fram tills den nya domkyrkan stod klar 1730 användes Stora Herrgården (Kungshuset) som gudstjänstlokal. Där spelade Montan på sin egen Regal. 

### Familj
Montan gifte sig med Maria Enhörning (död 6 maj 1743 i Karlstad), dotter till löjtnanten Elias Enhörning (-1700) och Anna Hofsten (1658-1720). Efter Montans död gifte hon om sig den 28 mars 1734 med vaktmästaren Börje Hammarberg (1697-1767), senare kommissarie. Montan och Enhörning fick minst två barn tillsammans; 1724 begravdes två av barnen.